# Keith Taylor (homme politique)
Pour les articles homonymes, voir Keith Taylor et Taylor.
Keith Taylor, né le 1er août 1953 à Southend-on-Sea et mort le 31 octobre 2022, est un homme politique britannique, membre du Parti vert de l'Angleterre et du pays de Galles.

## Biographie
Keith Taylor devient député européen le 6 mai 2010, en remplacement de Caroline Lucas, avant d'être élu lors des élections européennes de 2014. Il siège au sein du groupe des Verts/Alliance libre européenne. Il ne se représente pas en 2019.